# 管区指導者
管区指導者（かんくしどうしゃ、独: Kreisleiter、クライスライター）は、国家社会主義ドイツ労働者党（ナチ党）の役職であり、党の管区指導部（Kreisleitung）の最高責任者である。

## 概要

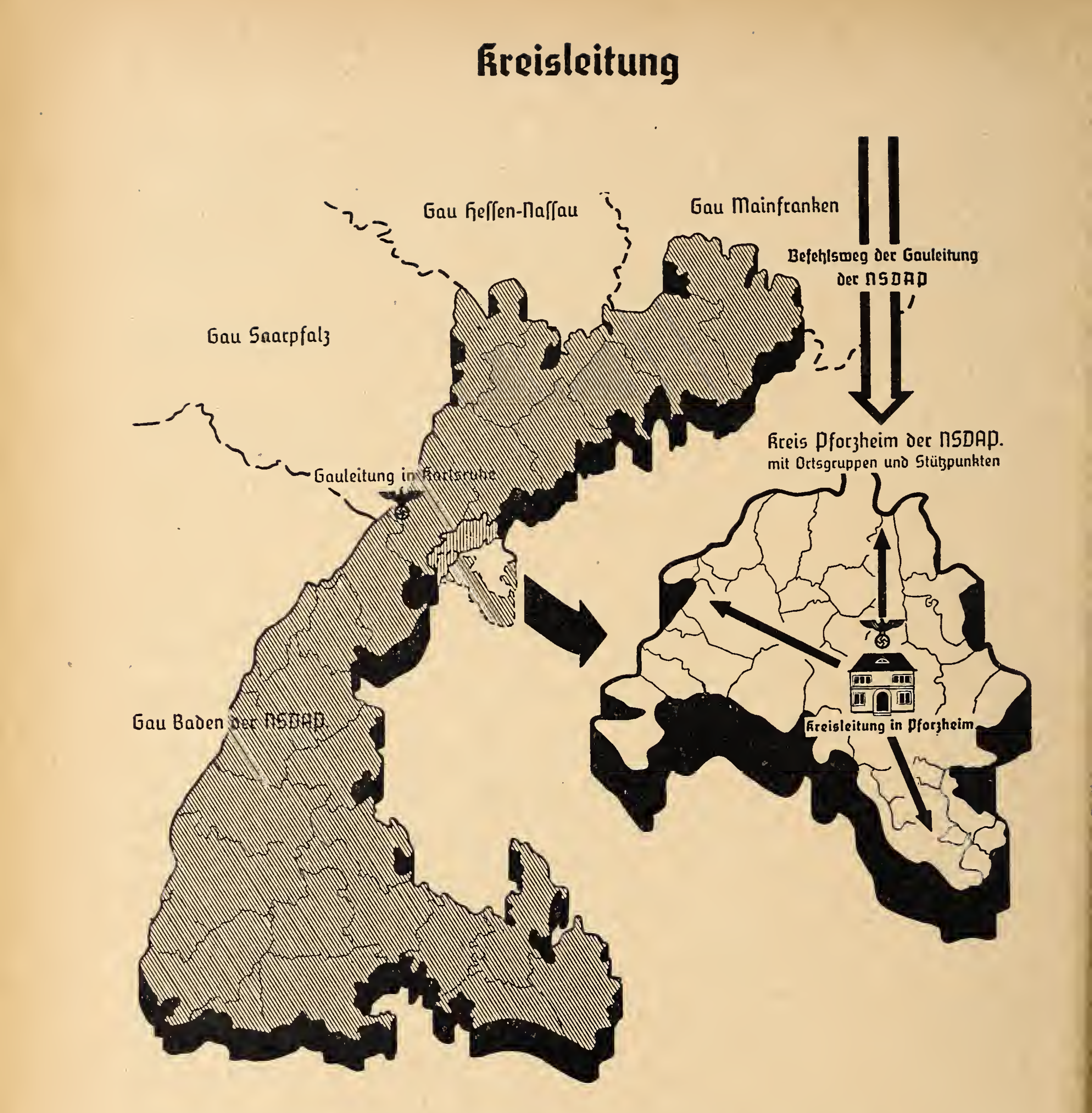
ナチ党大管区における管区の範囲を示す事例。バーデン大管区中のプフォルツハイム管区。

ナチ党の管区指導部は、1932年6月に発足した。それまでナチ党の管区に相当する地方区分は1926年に郡（Bezirk）として規定されており、各郡は郡指導者（Bezirksleiter）の管轄下にあった。その後、1929年1月にワイマールで開催された党会議に於て、全国組織指導者のグレゴール・シュトラッサーは、大管区の組織力が磐石である場合、該当地域の区分化の権限を大管区指導者に与えるよう規定した。この区画は、ドイツの諸州に於ける行政単位であるKreisに準ずるものでその規模は郡に相当した。この組織再編により、ナチ党地域は段階的に廃止され、新たに管区指導部として再編された。
管区指導者は当初、大管区指導者によって暫定的に任命されていた。採用期間中は主事（Dienststellenleiter）として、各地域の方面指導者学校（Landesführerschule）を受講し、技能とアーリア人の家系の証明書を提出した後、候補者は党首のアドルフ・ヒトラーによって最終的に判断された。通常、管区指導者の就任は認定の証書を渡すことにより、党の式典で行われた。
管区指導者は、各地方郡長として大管区指導者から直接命令を受けたため、党内で4番目に高い地位を占めていた。管区指導者は、大管区指導部の副大管区指導者（Stellvertreter Gauleiter）、本局長（Leiter eines Hauptamtes）、または全国指導部の局長（Leiter eines Amtes）に対応していた。
1939年以降、管区指導者の党員は、高級区域指導者（Hauptabschnittsleiter）から勤務指導者（Dienstleiter）までの党の階級を与えられるようになった。管区指導者が不在の場合、管区理事長（Kreisgeschäftsführer）が代理を勤めていた。
戦時中の管区指導者は、ヒトラーによる認可が困難になった為、より多くの臨時の指導者が就任していた。
1943年には、大管区指導者が任命する「戦時管区指導者（Kriegskreisleiters）」という役職が導入され、これは、単なる代理の立場ではなく全権を持った臨時の責任者であった。管区指導者は、空襲の際に、食料や緊急用の宿舎を提供したり、空襲の犠牲者の家財道具を確保したりすることで、市民の救援活動を組織していた。大都市の管区指導者は、空襲の被害による影響に対抗するため、空襲後の消火活動と共に徹底抗戦を促す宣伝活動の責任を負っていた。また、他には、党の「戦没者追悼式」が存在し、その目的は、国民の戦意高揚を高めることにあった。

## 管区指導部組織一覧[2]
- 管区指導者（Kreisleiter）
  -  理事会（Geschäftsführung）
  -  党裁判所（Parteigericht）
  -  出納局（Kassen）
    -  党基金管理本部（Hilfskassen）

  -  組織指導局（Organisation）
    -  統計本部（Statistik）
    -  研修顧問（Ausbildungs）
      -  機動課（Bereitschaft）

  -  宣伝局（Propaganda）
    -  文化部（Kultur）
    -  放送部（Rundfunk）
    -  映像部（Film）

  -  出版局（Presse-Amt）
  -  教育指導局（Schulung）
    -  管区指導者学校（KreisSchulungsburg）

  -  人事局（Personal-Amt）
  -  法務局（Rechtsamt） － （党法曹連盟（英語版）（NSRB）傘下）
  -  党経営細胞組織（英語版）（NSBO）及び労働戦線（DAF）担当局（NSBO.DAF.）
  -  官吏局（Amt für Beamte） － （全国官吏連盟（英語版）（RDB）傘下）
  -  教員局（Amt für Erzieher） － （党教員連盟（英語版）（NLB）傘下）
  -  国民衛生局（Amt für Volksgesundheit） － （党医師連盟（英語版）（NSD）傘下）
  -  人種問題担当（Beauftragter für Rassenpolitik） － （家庭保護の為の多世帯全国協会（英語版）（RdK）傘下）
  -  地方自治局（Amt für Kommunalpolitik） － （全国自治協会（Deutscher Gemeindetag）傘下）
  -  経済顧問（Wirtschafts Berater）
  -  農政顧問（Landwirtsh Fachberater） － （全国農業生産者協会（英語版）（RNST）傘下）
  -  手工業及び商業担当部（Handwerk u. Handel）
  -  技術担当部（Fachberater für Technik） － （党経営細胞組織傘下）
  -  国民公共福祉局（Amt für Volkswohlfahrt） － （国家社会主義公共福祉（NSV）傘下）
  -  戦没者家族支援担当（Beauftr. für Kriegsopfer） － （党戦争犠牲者福祉（英語版）（NSKOV）傘下）
  -  党婦人連盟組合（NS-Frauenschaft）
  -  突撃隊組合（SA.）
  -  親衛隊組合（ᛋᛋ.）
  -  国家労働奉仕団組合（Arbeitsdienst）
  -  ヒトラーユーゲント組合（HJ.）
  -  党自動車軍団組合（NSKK.）

## 各主幹[3]
- 管区理事長（Kreisgeschäftsführer）
- 管区組織指導者（Kreisorganisationsleiter）
- 管区教育指導者（Kreisschulungsleiter）
- 管区人事局長（Kreispersonalamtsleiter）
- 管区宣伝指導者（Kreispropagandaleiter）
- 経営細胞組織管区代表員（Leiter der NSBO. im Kreis）
- 管区出納長（Kreiskassenleiter）

## ギャラリー

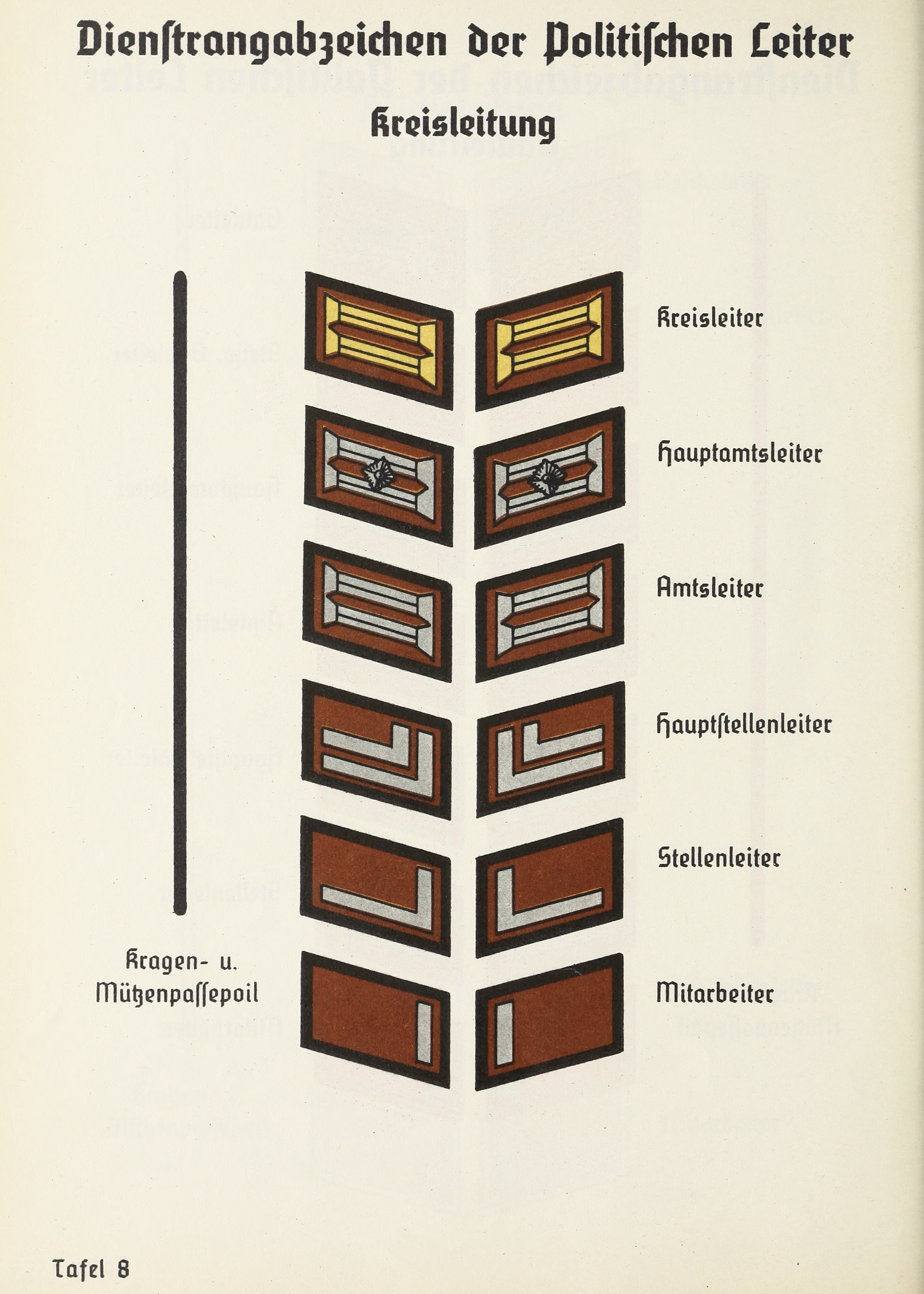
管区指導部職員の襟章（1936年～1938年）
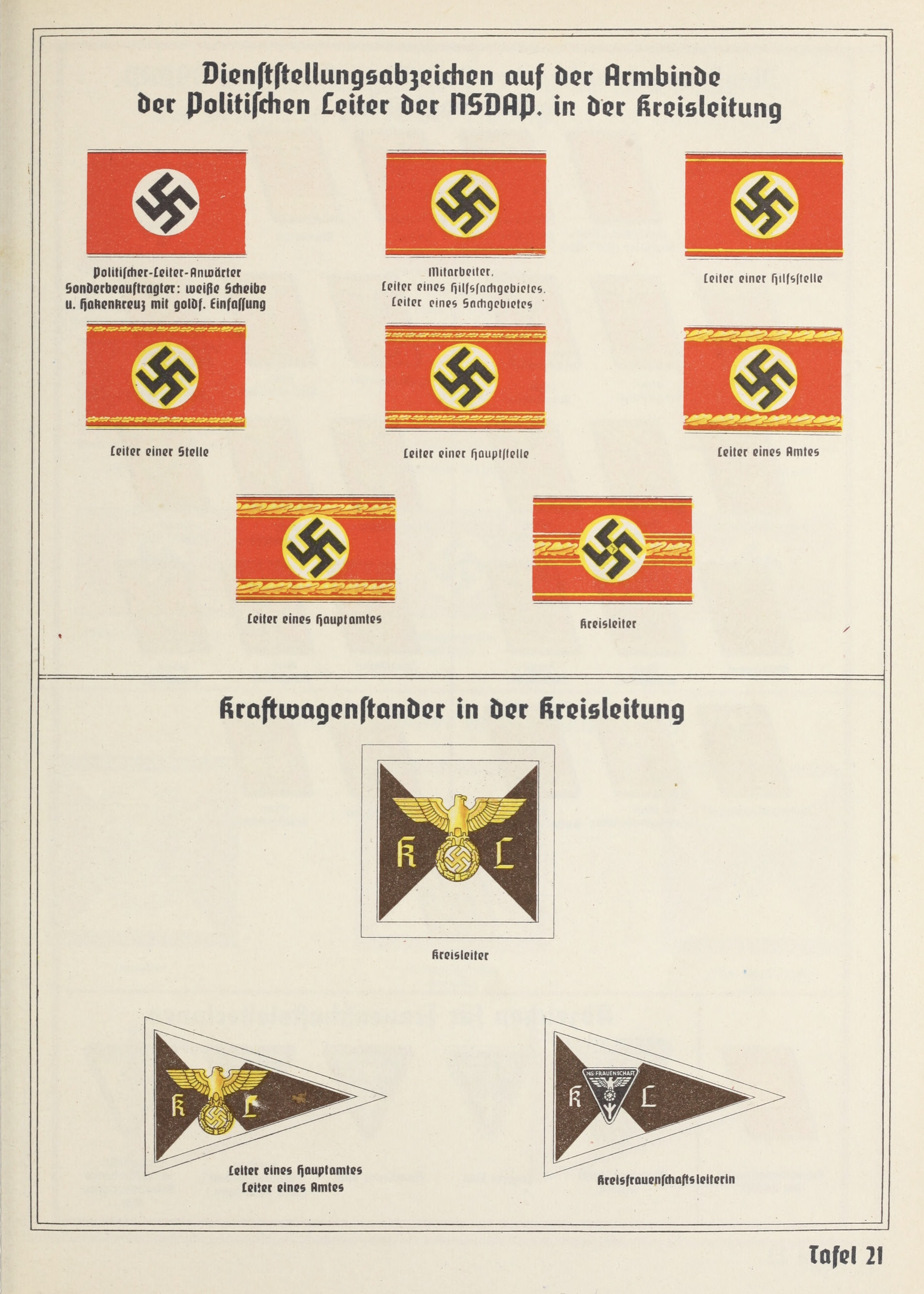
管区指導部職員の腕章（1939年～1945年）
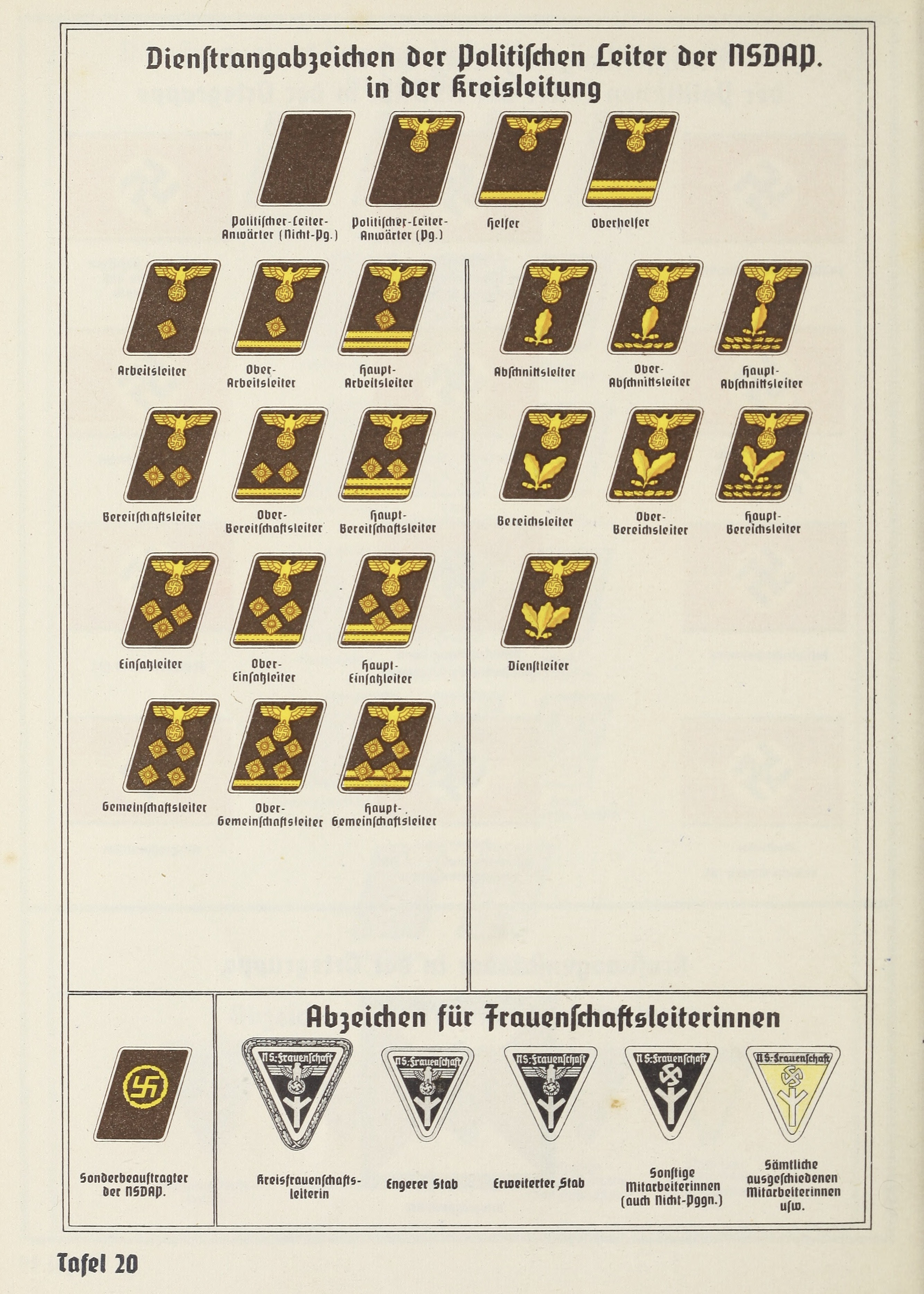
1939年以降の管区指導部に配属される党員の階級区分（襟章）
管区指導者の襟章（1932年制定版）
管区指導者の襟章（1933年制定版）
管区指導者の襟章（1936年制定版）
郡指導者の腕章（1932年より管区指導者用腕章）
管区指導者の腕章（1939年制定）
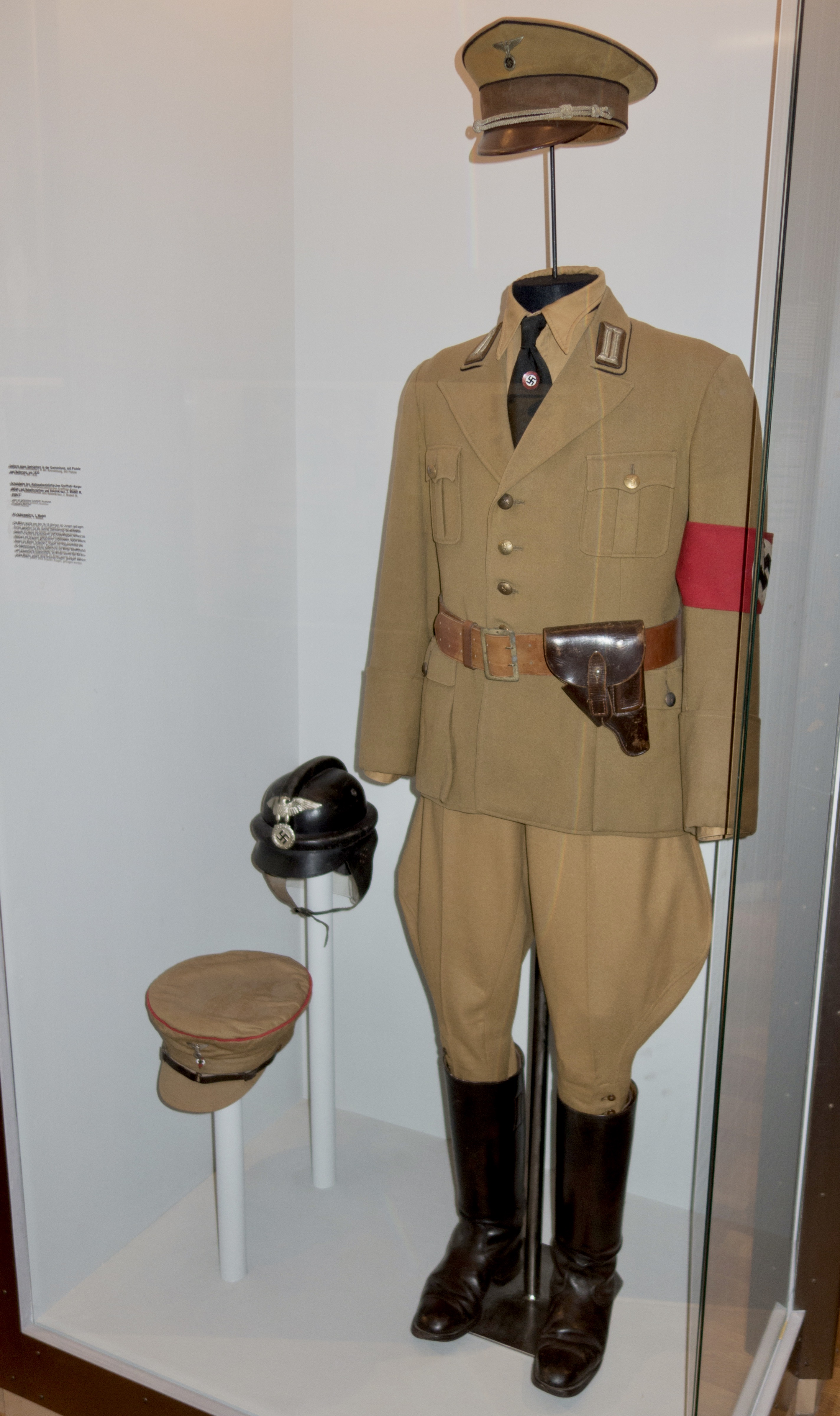
管区指導部員の制服（1938年以前）
ミュンヘン管区旗（1933-1939年版）
ミュンヘン管区旗（1940-1945年版）